# Ivan Španiel
Ivan Španiel, né le 23 juillet 1918 à Prague (alors en Autriche-Hongrie) et mort le 30 novembre 1944 à Erstein, en Alsace (France), est un militaire tchécoslovaque, mort pour la France.

## Biographie
Ivan Španiel naît le 23 juillet 1918 à Prague, alors dans l'Empire austro-hongrois. Il est le fils du sculpteur Otakar Španiel. Son oncle s'appelle Oldřich Španiel et a combattu au sein des Légions tchécoslovaques, en Russie et en France. Ivan commence des études de médecine à l'université Charles de Prague et les poursuit à Paris après le début de la guerre, lorsque les troupes allemandes envahissent la Tchécoslovaquie en 1939. 
De nombreux Tchécoslovaques rejoignent alors la France pour poursuivre le combat, mais ils ne sont pas accueillis très favorablement et sont renvoyés vers la Légion étrangère lorsqu'ils demandent à combattre. Beaucoup participent à la bataille de France, avant de rejoindre des unités tchécoslovaques créées pour l'occasion dans la Royal Air Force. Ivan Španiel entre lui dans les Forces françaises libres en octobre 1940, après avoir quitté la France pour le Royaume-Uni en passant par le Portugal. Il est alors sous-officier, spécialisé dans l'artillerie. 
Il est envoyé en Afrique du Nord où il rejoint la 2e division blindée du maréchal Leclerc et participe aux combats en Tunisie, en Libye et au Tchad en 1943. Ivan Španiel se distingue pour ses actions de commandement et son expérience. Il est présent lors du serment de Koufra. En 1944, il débarque en Normandie, à Utah Beach, et participe à la libération de Paris. Il joue un rôle déterminant en empêchant une contre-attaque allemande à l'aéroport du Bourget. Il est décoré de la Légion d'honneur et de la croix de guerre dans les Vosges et fait partie des troupes qui libèrent Strasbourg le 23 novembre 1944,. 
Il est tué le 30 novembre 1944 à Krafft, lieu-dit de la commune d'Erstein en Alsace, par un tir de contre-batterie allemand. Faisant partie du 3e régiment d'infanterie coloniale, il est déclaré mort pour la France.

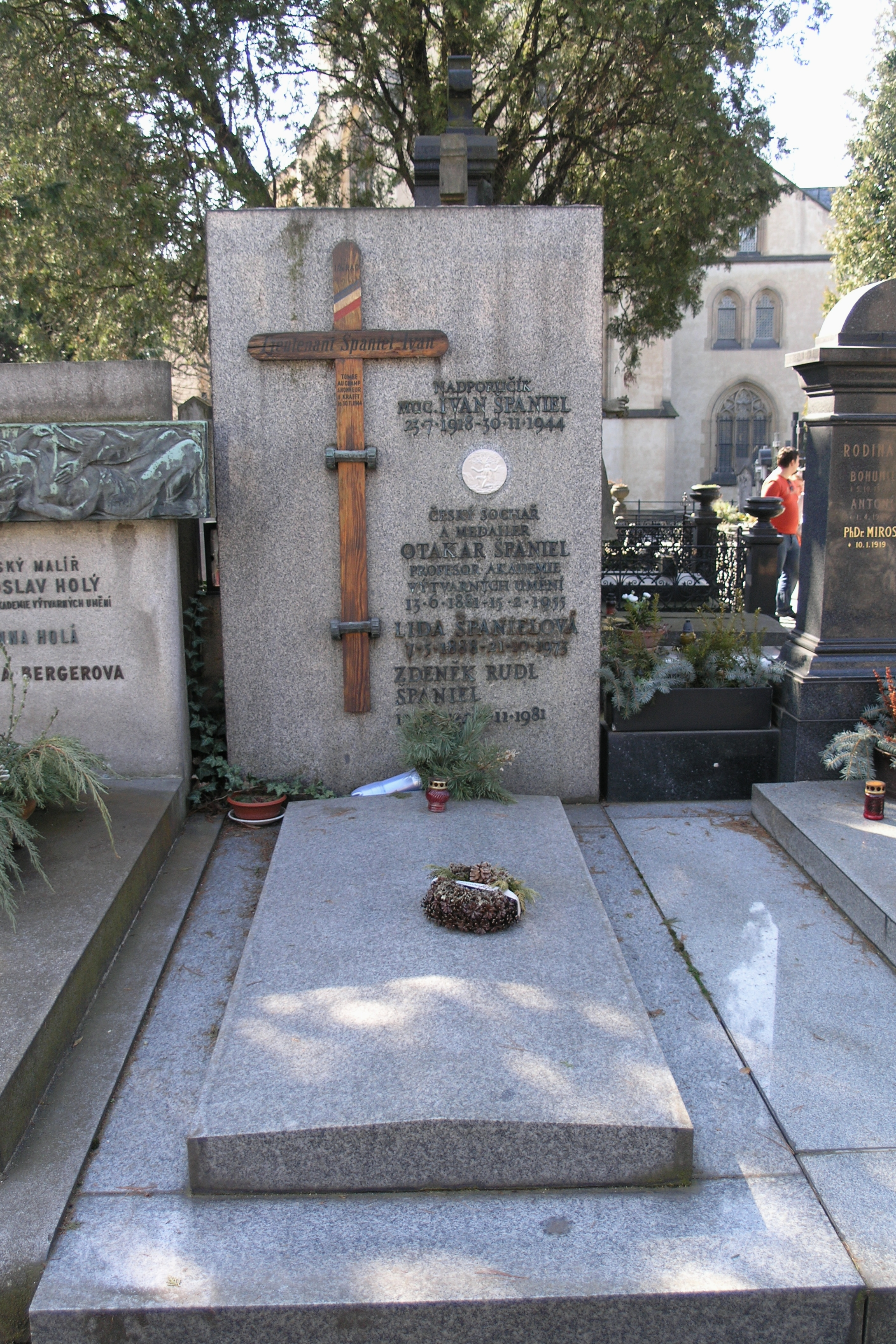
Croix de bois d'Ivan Španiel sur la tombe de la famille Španiel.

Ses cendres sont renvoyées à Prague en 1947 et déposées dans le caveau familial du cimetière de Vyšehrad. Une rue est nommée en son honneur dans la ville d'Erstein.

## Décorations
- Médailles françaises :
  - Légion d'honneur au grade de Chevalier.
  - Croix de Guerre 1939-1945 avec étoile d'argent.
  - Croix de Guerre avec palme.
  - Médaille commémorative française de la guerre 1939-1945.
- Médailles tchécoslovaques :
  - Croix de guerre 1939-1945[2].
  - Médaille pour bravoure face à l'ennemi[2].